# Масуеко
Масуеко (ісп. Masueco) — муніципалітет в Іспанії, у складі автономної спільноти Кастилія-і-Леон, у провінції Саламанка. Населення — 389 осіб (2010).

## Географія
Муніципалітет розташований на португальсько-іспанському кордоні.
Муніципалітет розташований на відстані близько 260 км на захід від Мадрида, 80 км на захід від Саламанки.

## Демографія
Динаміка населення (INE ):